# 西尔维娅·奈德
西尔维娅·奈德（德語：Silvia Neid，1964年5月2日—），前德国女子足球运动员、總教練。她曾代表德國國家女子隊参加1996年夏季奥林匹克运动会足球比赛，获得第五名。她也曾参加1991年和1995年世界杯女子足球赛，並在2007年執教德國國家女子隊奪下冠軍。

## 外部連結
- 维基共享资源上的相關多媒體資源：西尔维娅·奈德